# Bányai Éva (pszichológus)
Bányai Éva (Svábhegy, Budapest, 1942. december 9. –) Széchenyi-díjas magyar pszichológus, hipnóziskutató egyetemi tanár  az ELTE Pedagógiai és Pszichológiai Kar (ELTE-PPK) Pszichológiai Intézetében az Affektív Pszichológiai Intézeti Központban (APIK). Az ELTE Pszichológiai Doktori Iskola törzstagja, a Magatartáspszichológiai Program vezetője. A Magyar Hipnózis Egyesület örökös tiszteletbeli elnöke, első női elnöke volt az Európai Hipnózis Társaságnak (European Society of Hypnosis) és a Nemzetközi Hipnózis Társaságnak (International Society of Hypnosis).

## Életútja
Svábhegyen született, édesanyja magyar–francia, édesapja matematika–fizika szakos tanár volt. Az ELTE Bölcsészettudományi Karon folytatott felsőfokú tanulmányokat, magyar nyelv- és irodalom és pszichológia szakon, középiskolai tanári diplomáját 1966-ban szerezte meg. Az MTA Pszichológiai Intézetben kezdte pályáját ösztöndíjasként (MTA Tudományos ösztöndíja, 1966–1968), 1970-ig pedig tudományos segédmunkatársként dolgozott. 1970-től tudományos munkatársi beosztása mellett bekapcsolódott az ELTE TTK Összehasonlító Élettani Tanszék tanszéki kutatócsoportjának munkájába (1970-1985). A kor követelményei szerint 1973-ban egyetemi doktori (Doctor Philosophiae) disszertációt nyújtott be és védett meg a pszichológia tudományágban a hipnózis területéről az ELTE Bölcsészettudományi Karán, kitüntetéses doktorrá avatása 1976-ban volt ”sub auspiciis Rei Publicae Popularis”, ami azt jelenti, hogy végig tiszta kitűnő tanuló volt. Félállású adjunktusi beosztásban a Debreceni Egyetemen (korabeli nevén KLTE) oktatott (1982-1985).
Bekerült az ELTE Kísérleti Pszichológiai Tanszékre főmunkatársnak (1985–1990). Kandidátusi disszertációjának megvédése (MTA TMB, 1989) után ő lett ott a tanszékvezető egyetemi docens (1990–2002), e mellett az ELTE Pszichológiai Tanszékcsoport vezetője (1991–1993) és társvezető Kulcsár Zsuzsannával az ELTE BTK Pszichológiai Doktori Iskola Kísérleti és Differenciálpszichológiai Alprogramban (1993–2001).
Sokrétű oktatói, kutatói, oktatás- és tudományszervezési feladatot látott el. Élettant, pszichofiziológiát oktatott az ELTE Összehasonlító Élettani Tanszéken (1972–1985); közben a hipnózis pszichoterápiás alkalmazásai témakörben a korabeli HIETE Orvostovábbképző Intézetben adott elő (1977-től). 1980-tól a Magyar Pszichiátriai Társaság Hipnózis Szekciójában ill. 1991-től a Magyar Hipnózis Egyesületben elméleti és gyakorlati hipnózis témakörben posztgraduális tanfolyamokat vezetett. Általános pszichológiát oktatott a KLTE pszichológus alapképzésben (1982–85). Az ELTE tanárképzés keretében magyar és angol nyelven tanított pszichológiát 1992-től, 1999 óta pszichológus etikát is oktat a pszichológus alapképzésben.
Az ELTE Pszichológiai Doktori Iskolában, az ELTE posztgraduális pszichológus továbbképzésein kísérleti pszichológia, módszertan, tudat és módosult tudatállapotok témakörökben adott elő 1993 óta. 13 fő PhD hallgatójából 1997–2007 közt hat fő szerzett PhD fokozatot, hat fő abszolutóriumot; s még 46 szakdolgozat, műhelymunka (köztük 2 Dr. Univ. értekezés) témavezetője is. Folyamatosan publikálta tudományos eredményeit: 2 könyv szerkesztője, illetve társszerkesztője (1 magyar, 1 idegen nyelvű); 1 tematikus folyóiratszám szerkesztője (magyar nyelvű); 36 könyvfejezet (13 magyar, 23 idegen nyelvű); 3 jegyzetfejezet (magyar nyelvű); 31 folyóiratcikk (14 magyar, 17 idegen nyelvű); 180 rövid közlemény (95 magyar, 85 idegen nyelvű) szerzője. Hazai és külföldi szakmai konferenciák előadója és szervezője, hazai és külföldi szervezetek, intézmények meghívott előadója (Meghívott előadások hazai szervezeteknél, workshopok nemzetközi kongresszusokon, vendégprofesszori előadások összesen száznál több alkalommal).
Külföldi vendégtanári működése gyarapította szakmai tapasztalatait mind az oktatás, mind a kutatás területén (psychophysiology, hypnosis, hypnotherapy – visiting professor Indiana University School of Medicine, Indianapolis, USA, 1982; hypnosis – Psykologiska Institutionen, Göteborg, rendszeres „tömbösített” kurzusokat vezetett, 1990; Consciousness. Altered states of consciousness – visiting professor, Department of Psychology, University of Padova, Olaszország, 1993). Ösztöndíjak is segítették tudományos előmenetelét, korábban, 1973–1974-ben Akadémiai csereegyezményes ösztöndíj (Laboratory of Hypnosis Research, Department of Psychology, Stanford University, USA), 1997–2001 közt Széchenyi Professzori Ösztöndíj. 2000-ben habilitált az Eötvös Loránd Tudományegyetemen. 2002-ben kinevezték egyetemi tanárnak, egyetemi tanárként működött a Kísérleti Általános Pszichológiai Tanszéken, jelenleg (2011) az Affektív Pszichológiai Intézeti Központban.
Férje író, újságíró.

## Kutatási területe
A pszichológiai tudományok és az egészségtudományok szakágban a hipnózis és a hipnábilitás szociál-pszichobiológiai szemléletű vizsgálatával foglalkozik, továbbá a daganatos betegségek kialakulásában és gyógyításában szerepet játszó affektív és szuggesztív tényezőkkel.

## Tudományos publikációi (válogatás)

### Magyar nyelven
- BÁNYAI É. (2008) A hipnózis szociál-pszichobiológiai modellje. In: BÁNYAI É., Benczúr L. (Szerk.) A hipnózis és hipnoterápia alapjai. Szöveggyűjtemény. Budapest: ELTE Eötvös Kiadó, 379–445.
- Katona Gy, BÁNYAI É (2008). Önkontroll hipnózisban: mennyiben kényszerítő erejűek a szuggesztiók? Magyar Pszichológiai Szemle 63:(3) pp. 471–497.[11]
- BÁNYAI É. (2009) Hipnózis a pszichiátriában. In Füredi J., Németh A., Tariska P. (szerk) A pszichiátria magyar kézikönyve. 4., átdolgozott és bővített kiadás. Budapest, Medicina Könyvkiadó Zrt, 536–542.
- BÁNYAI É (2011). Önkéntelen szuggesztiók, társadalmi „üzenetek” egy szakértő rákbeteg szemével. In: Varga K (szerk.) A szavakon túl. Kommunikáció és szuggesztió az orvosi gyakorlatban. Budapest, Medicina Könyvkiadó.  pp. 326–377. ISBN 978-963-226-119-5
- Katona Gy BÁNYAI É (2009). Önkontroll hipnózisban és a hipnotizőr iránti áttételes viszonyulás. Magyar Pszichológiai Szemle 64:(3) pp. 529–551.[12]
- Németh G, Pásztor A, BÁNYAI É (2010). Életminőségünk tükröződése álmainkban. In: Vargha A (szerk.) Egyén és kultúra: a pszichológia válasza napjaink társadalmi kihívásaira: Magyar Pszichológiai Társaság XIX. Országos Tudományos Nagygyűlése. Pécs, Magyarország, 2010.05.27. Pécs: Magyar Pszichológiai Társaság, p. 11.
- Affektív pszichológia. Az emberi késztetések és érzelmek világa. Egyetemi tankönyv; szerk. Bányai Éva, Varga Katalin Medicina, Bp., 2013

### Angol nyelven
- BÁNYAI, É. I., HILGARD, E. R. (1976) A comparison of active-alert hypnotic induction with traditional relaxation induction. Journal of Abnormal Psychology, 85: 218–224.
- BÁNYAI, É. I. (1985) A social psychophysiological approach to the understanding of hypnosis: The interaction between hypnotist and subject. Hypnos. Swedish Journal of Hypnosis in Psychotherapy and Psychosomatic Medicine, 12: 186–210.
- BÁNYAI, É. I. (1991) Toward a social-psychobiological model of hypnosis. In Lynn, S. J., Rhue, J. W. (Eds.) Theories of hypnosis: Current models and perspectives. New York, London: Guilford Press, 564–598.
- BÁNYAI, É. I., ZSENI, A., TÚRY, F. (1993) Active-alert hypnosis in psychotherapy. In Rhue, J. W., Lynn, S. J., Kirsch, I., (Eds.) Handbook of clinical hypnosis. Washington, DC: American Psychological Association, 271–290.
- BÁNYAI, É. I. (1998) The interactive nature of hypnosis: Research evidence for a social-psychobiological model. Contemporary Hypnosis, 15(1): 52–63.
- BÁNYAI, É. I. (2002) Hypnosis and mainstream psychology. In Peter, B., Bongartz, W., Revenstorf, D., Butollo, W. (Eds.) The 15th International Congress of Hypnosis. Hypnosis International Monographs Number 6. Munich: MEG Stiftung, 1–13.
- BÁNYAI, É. I. (2002) Communication in different styles of hypnosis. In Hoogduin, C. A. L., Schaap, C. P. D. R., de Berk, H. A. A. (Eds.) Issues on hypnosis. Nijmegen: Cure & Care publishers, 1–19.

## Szerkesztőbizottsági tagságai (válogatás)
- Magyar Pszichológiai Szemle (1981–1985)
- British Journal of Experimental and Clinical Hypnosis (1983–1993)
- International Journal of Clinical and Experimental Hypnosis (1998 óta)

## Támogatott kutatási pályázatok (válogatás)
- OTKA Személyközi kapcsolatok és -percepció többszempontú elemzése: szociál-pszichofiziológiai megközelítés (1986–1990)
- OTKA A hipnózis szociál-pszichofiziológiai szemléletű kísérleti vizsgálata és elemzése (1991–1995)
- OTKA A hipnózis szociál-pszichobiológiai szemléletű vizsgálata (1996–1999)
- MKM FKFP A magatartást szabályozó személyközi és környezeti kölcsönhatások kísérleti pszichológiai vizsgálata (1997–2000)
- OTKA A hipnózis evolúciós pszichológiai szemléletű vizsgálata (2001–2005)

## Közéleti tisztségei (válogatás)
- Magyar Pszichiátriai Társaság Hipnózis Szekció alapító titkára (1980–1984), elnök (1988–1991)
- Magyar Pszichológiai Társaság vezetőségi tag (1980–1990), elnök (1996–2000)
- Svenska Föreningen för Klinisk och Experimentell Hypnos tiszteletbeli tagja (1989)
- Magyar Pszichiátriai Társaság titkára (1984–1989), vezetőségi tagja (1989–1998)
- MTA Pszichológiai Bizottság titkára (1990–1994), tagja (1990 óta)
- European Society of Hypnosis elnöke (1993–1996)
- Magyar Hipnózis Egyesület elnöke (1993–1997)
- ELTE BTK Kari Tanács választott tagja (1990–1998)
- ELTE BTK Etikai Bizottság elnöke (1990–1998)
- Pro Psychologia Alapítvány kuratóriumának tagja (1993 óta)
- Hipnózis Alapítvány kuratóriumának elnöke (1995 óta)
- American Society of Clinical Hypnosis tiszteletbeli tagja (1997)
- European Society of Hypnosis – Board member (1996–2002)
- International Society of Hypnosis – President-Elect (1997–2000); President (2000–2004); Past President (2004 óta)
- MÖB Bölcsészettudományi Szakkollégium tagja (2004 óta)
- ELTE Habilitációs Bizottság tagja (2010 óta)
- MTA választott nem akadémikus közgyűlési képviselő (2010 óta)

## Díjak, elismerések (válogatás)
- Integratív Pszichoterápiás Egyesület választott Tiszteletbeli tagja (1994 óta)
- Magyar Hipnózis Egyesület választott Örökös Tiszteletbeli Elnöke (1997 óta)
- Kiemelkedőnek minősített kutatás: T 2168 sz. OTKA pályázat (1999)
- Kiemelkedőnek minősített kutatás: T20393 sz. OTKA pályázat (2000)
- „A magyar hipnózisért” érdemérem (2003)
- Magyar Pszichológiai Társaság Társasági Emlékérme (2003)
- International Franco Granone Award (életműdíj a hipnózis terén kifejtett munkásságért, 2005)
- Szent-Györgyi Albert-díj (2013)
- Magyar Érdemrend tisztikeresztje polgári tagozat (2018)[13]
- Széchenyi-díjas (2022)[14]